# Calotes emma
Calotes emma — вид ящірок родини Агамові (Agamidae). Поширений на півдні Китаю (провінції Ґуандун, Юньнань), Індії (Ассам), М'янма, Таїланді (у тому числі Пхукет), Лаосі, В'єтнамі, Малайзії і Камбоджі. Описаний у 1845 році Джоном Едвардом Ґреєм.